# Formosatettix henanensis
Formosatettix henanensis är en insektsart som beskrevs av Liang 1991. Formosatettix henanensis ingår i släktet Formosatettix och familjen torngräshoppor. Inga underarter finns listade i Catalogue of Life.